# Ancistrocheirus lesueurii
Ancistrocheirus lesueurii är en bläckfiskart som först beskrevs av D'Orbigny 1842 in Férussac.  Ancistrocheirus lesueurii ingår i släktet Ancistrocheirus och familjen Ancistrocheiridae. Inga underarter finns listade i Catalogue of Life.